# (17437) Stekene
(17437) Stekene est un astéroïde de la ceinture principale.

## Description
(17437) Stekene est un astéroïde de la ceinture principale. Il fut découvert le 26 septembre 1989 à La Silla par Eric Walter Elst. Il présente une orbite caractérisée par un demi-grand axe de 3,16 UA, une excentricité de 0,05 et une inclinaison de 21,5° par rapport à l'écliptique.